# Expendables 2 : Unité spéciale
Pour les articles homonymes, voir The Expendables.
Série Expendables
Expendables : Unité spéciale
(2010) Expendables 3
(2014)
Pour plus de détails, voir Fiche technique et Distribution.
Expendables 2 : Unité spéciale ou Les Sacrifiés 2 : De retour au combat au Québec (The Expendables 2) est un film d'action américain réalisé par Simon West et sorti en 2012. C'est la suite d'Expendables : Unité spéciale de Sylvester Stallone, sorti en 2010.
Le film suit l'unité spéciale de Barney Ross, qui est composée de Lee Christmas, Yin Yang, Gunnar Jensen, Toll Road, Hale Caesar et d'une nouvelle recrue, le jeune tireur d'élite Billy The Kid. Elle part en mission au Népal. Tandis qu'ils sauvent un milliardaire chinois dans une base militaire, les Expendables libèrent également Trench Mauser. Ayant gardé 5 millions de dollars destinés à Monsieur Chapelle à l'issue de la mission en Vilena, les Expendables lui doivent une mission. L'unité spéciale est donc chargée de ramener le contenu d'un coffre-fort contenu dans un avion abattu par la CIA en Albanie. Ross est obligé d'emmener l'experte Maggie Chang afin de pouvoir ouvrir le coffre. L'opération est sur le point d'aboutir, lorsqu'un groupe de mercenaires, dirigé par Jean Vilain, capture un membre des Expendables et menace de le tuer en échange du contenu du coffre. Bien que Ross ait cédé au chantage, Vilain tue l'otage et s'en va avec l'objet convoité. Avides de vengeance, les Expendables se lancent à la recherche de Vilain qui s'apprête à modifier l'équilibre mondial en vendant 5 tonnes de plutonium.

## Synopsis
Barney Ross (Sylvester Stallone), Lee Christmas (Jason Statham), Yin Yang (Jet Li), Gunnar Jensen (Dolph Lundgren), Hale Caesar (Terry Crews) et Toll Road (Randy Couture) sont en mission au Népal, dans le District de Sindhulpalchok, pour délivrer un milliardaire chinois prisonnier dans une base militaire bien gardée. À bord de véhicules-béliers et bien armée, l'équipe parvient à entrer dans la base et retrouve rapidement l'otage recherché ainsi qu'un autre prisonnier, Trench Mauser (Arnold Schwarzenegger), capturé alors qu'il tentait de délivrer le milliardaire de son côté. Ross lui assure qu'il lui est maintenant redevable, puis l'équipe repart, pendant que Trench prend un autre chemin. Les Expendables parviennent à fuir leurs poursuivants avec le milliardaire sain et sauf après une poursuite à travers la jungle puis sur le fleuve, grâce au soutien de Billy The Kid (Liam Hemsworth), une nouvelle recrue, jeune militaire et très bon tireur d'élite. Un peu plus tard, Yang quitte ses partenaires pour quelque temps, car il est chargé d'escorter le milliardaire jusqu'à Pékin... mais comme l'autorisation d’atterrir a été reportée, les deux hommes sont parachutés sur la province d'Hebei.
De retour chez eux, les membres de l'équipe passent la soirée dans un bar où Billy annonce à Ross qu'à la fin du mois, il quittera le groupe pour retrouver sa petite amie française, avec l'opportunité d'avoir une belle vie, et Ross en est ravi. Quelques instants plus tard, Ross est à peine monté dans son avion que surgit du cockpit Chapelle (Bruce Willis), qui explique à Ross que s'estimant arnaqué lors de leur dernière mission (à Vilena, où ils ont gardé pour eux 5 millions de dollars), il lui doit une mission, selon lui simple : ramener le contenu d'un coffre-fort qui ne doit pas tomber en de mauvaises mains, et qui se trouve dans un avion ayant été abattu par la CIA en Albanie. Pour pouvoir ouvrir le coffre qui bénéficie d'une technologie pointue (son code changeant toutes les 120 secondes, et à la moindre erreur, le coffre explose), Chapelle impose qu'une experte, Maggie Chang (Yu Nan), participe à la mission ; Ross accepte à contre-cœur.
L'équipe part pour les montagnes de Gazak en Albanie. Arrivée à destination, Billy devance ses partenaires pour servir d'éclaireur et retrouve rapidement l'avion abattu. Ross, Christmas, Maggie et Caesar montent à bord pour récupérer le contenu du coffre, Jensen et Road surveillent l'extérieur pendant que Billy est envoyé sur les hauteurs. Pas sans mal, Maggie finit par récupérer le contenu, l'équipe peut rentrer, mais Billy manque à l'appel : il est retrouvé captif d'un groupe de mercenaires, et leur chef Jean Vilain (Jean-Claude Van Damme) réclame le contenu du coffre ; après une longue hésitation et les menaces répétées de tuer Billy, Christmas donne ce qui est demandé au bras droit du chef, Hector (Scott Adkins). Après avoir commandé aux hommes de Ross une rude soumission, Vilain assassine Billy sous les yeux impuissants de ses frères d'armes, avant de prendre la fuite par hélicoptère. Avant de s'éteindre, Billy confie une lettre à Ross ; énervé, celui-ci réclame des explications à Maggie sur le contenu du coffre. Elle avoue qu'il s'agit d'un ordinateur contenant les plans d'une mine où sont stockés 5 tonnes de plutonium à usage militaire, abandonné par la Russie après la guerre froide. L'équipe enterre Billy, tandis que Ross ne comprend pas pourquoi quelqu'un comme Billy qui méritait de vivre soit mort, alors que les autres qui méritent la mort sont toujours vivants. Dès lors, le plan de Ross à l'égard de Vilain est radical : « le traquer, le trouver, et le tuer ».
Énervé de ne pas avoir encore eu le contenu du coffre, Chapelle prend contact avec Ross, qui lui explique les récents évènements. Pendant ce temps, Vilain est arrivé à la fameuse mine qu'il occupait déjà depuis un certain temps, et où de nombreux villageois travaillent d'arrache-pied. Vilain ordonne à ses sbires de retourner dans les villages et d'embarquer hommes, femmes et même enfants pour accélérer le travail, et après avoir consulté le plan volé, il réclame que le stock de plutonium soit récupéré au maximum dans 3 jours afin d'en faire un profit record. Les Expendables suivent l'ordinateur volé en se servant de la transmission qu'il émet ; le signal fini par se couper, mais grâce à Maggie, l'équipe obtient le soir même des informations dans le bar d'un petit village : les mercenaires qu'ils ont rencontré se nomment les « Sangs ». Ils appartiennent à un cartel criminel qui se loue au plus offrant et contrôle toute la partie Est des montagnes de la région.
Christmas est chargé d'aller chercher du matériel pendant que les autres continuent leur route, et passent la nuit suivante dans une petite ville abandonnée qui servait de base et de camp d'entraînement à l'armée Russe durant la guerre froide. Au petit matin, l'équipe s'apprête à repartir, mais très vite elle est bloquée par l'attaque d'un groupe de Sangs, qui sont en supériorité numérique. Ils sont alors secourus par Booker (Chuck Norris), alias « Loup solitaire », un ancien ami de Barney. Après des retrouvailles qui ne manquent pas d'humour, Booker conseille à Ross de se rendre dans un village voisin où il y a probablement des gens prêts à aider. L'équipe prend la route alors que Booker, préférant la jouer solo, part de son côté.
Arrivée au village, l'équipe découvre un groupe de femmes et l'une d'entre elles, Pilar (Amanda Ooms), explique la situation : les Sangs ont débarqué un jour pour réquisitionner des hommes en promettant leur retour, mais personne n'est jamais revenu. Les femmes encore présentes font le maximum pour cacher les enfants restants, mais elles savent aussi que leur temps de résistance est bientôt fini. Estimant qu'il a son propre problème avec les Sangs, Ross ne souhaite pas aider le village avant de changer d'avis.
Un groupe de Sangs finit par débarquer au village et les hommes de Ross les repoussent dans le sang, puis partent faire un rapide repérage de la mine où les 5 tonnes de plutonium ont été trouvées et chargées. Vilain ordonne qu'on supprime les villageois avant de quitter les lieux, pendant que les Expendables attaquent l'extérieur. Ils réussissent à pénétrer dans la mine et à sauver les villageois, mais très vite des explosions se font entendre et tout le monde se retrouve prisonnier dans la mine. Quelques instants après une tentative de libération ratée de Jensen, Trench les libère avec un engin de chantier. Tout le monde sort de la mine et Pilar retrouve mari et enfants tout en remerciant Ross. Ce dernier et Trench sont rapidement rejoints par Chapelle, prêt à s'investir sur le terrain. Le prochain objectif : l'aéroport pour arrêter Vilain.
Avec l'aide des hélicoptères militaires, le groupe de Ross, Trench et Chapelle arrivent à l'aéroport en premier et à l'arrivée des Sangs, une fusillade éclate sur le parking. Vilain veut gagner du temps pour permettre à ses sbires de charger le plutonium dans les avions et une seconde fusillade éclate à l'intérieur de l'aéroport. Le trio Ross, Trench et Chapelle attaquent au rez-de-chaussée pendant que les autres s'occupent de l'étage, où Booker fait son retour. Vilain et Hector finissent par prendre la fuite, puis se séparent rapidement. Hector est dans un hélicoptère prêt à décoller mais Christmas intervient et un violent combat éclate entre les deux, duquel Christmas ressort finalement vainqueur.
Pendant ce temps-là, Ross a rattrapé Vilain et engage le combat avec lui. Ross cogne avec une rage extrême mais Vilain est toujours debout et nargue même son adversaire au sujet de Billy. Ross parvient finalement à immobiliser la tête de Vilain dans une chaîne puis le poignarde avec la lame qui a tué Billy. La bataille est terminée, Maggie, Booker, Trench et Chapelle partent ensemble à bord d'un hélicoptère militaire après un au-revoir à Ross. À Paris, Sophie reçoit un colis avec de l'argent, la lettre de Billy, ainsi qu'une photo de celui-ci, pendant que Ross et ses hommes rendent un dernier hommage au jeune défunt en chantant et en trinquant à bord de leur nouvel avion.

## Fiche technique
Sauf indication contraire, les informations mentionnées dans cette section peuvent être confirmées par la base de données cinématographiques IMDb,  présente dans la section « Liens externes ».
- Titre original : The Expendables 2
- Titre français : Expendables 2 : Unité spéciale
- Titre québécois : Les Sacrifiés 2 : De retour au combat
- Réalisation : Simon West
- Scénario : Richard Wenk et Sylvester Stallone, d'après une histoire de Ken Kaufman, David Agosto et Richard Wenk, basé sur les personnages créés par Dave Callaham
- Musique : Brian Tyler
- Montage : Tod E. Miller
- Photographie : Shelly Johnson
- Direction artistique : Paul Cross
- Costumes : Lizz Wolf
- Production : Danny Lerner, Les Weldon, Avi Lerner et Kevin King Templeton
- Sociétés de production : Millennium Films et Nu Image
- Sociétés de distribution : Lions Gate Film (États-Unis), Metropolitan Filmexport (France)
- Pays d'origine :  États-Unis
- Genre : action
- Durée : 102 minutes
- Format : couleur - 35 mm - 2.35 : 1 - Dolby Datasat
- Budget : 100 000 000 de dollars[1]
- Dates de sortie :
  - États-Unis, Canada : 17 août 2012
  - France : 22 août 2012
- Classification : 
  - États-Unis : classé R lors de sa sortie en salles
  - France : interdit aux moins de 12 ans lors de sa sortie en salles

## Distribution

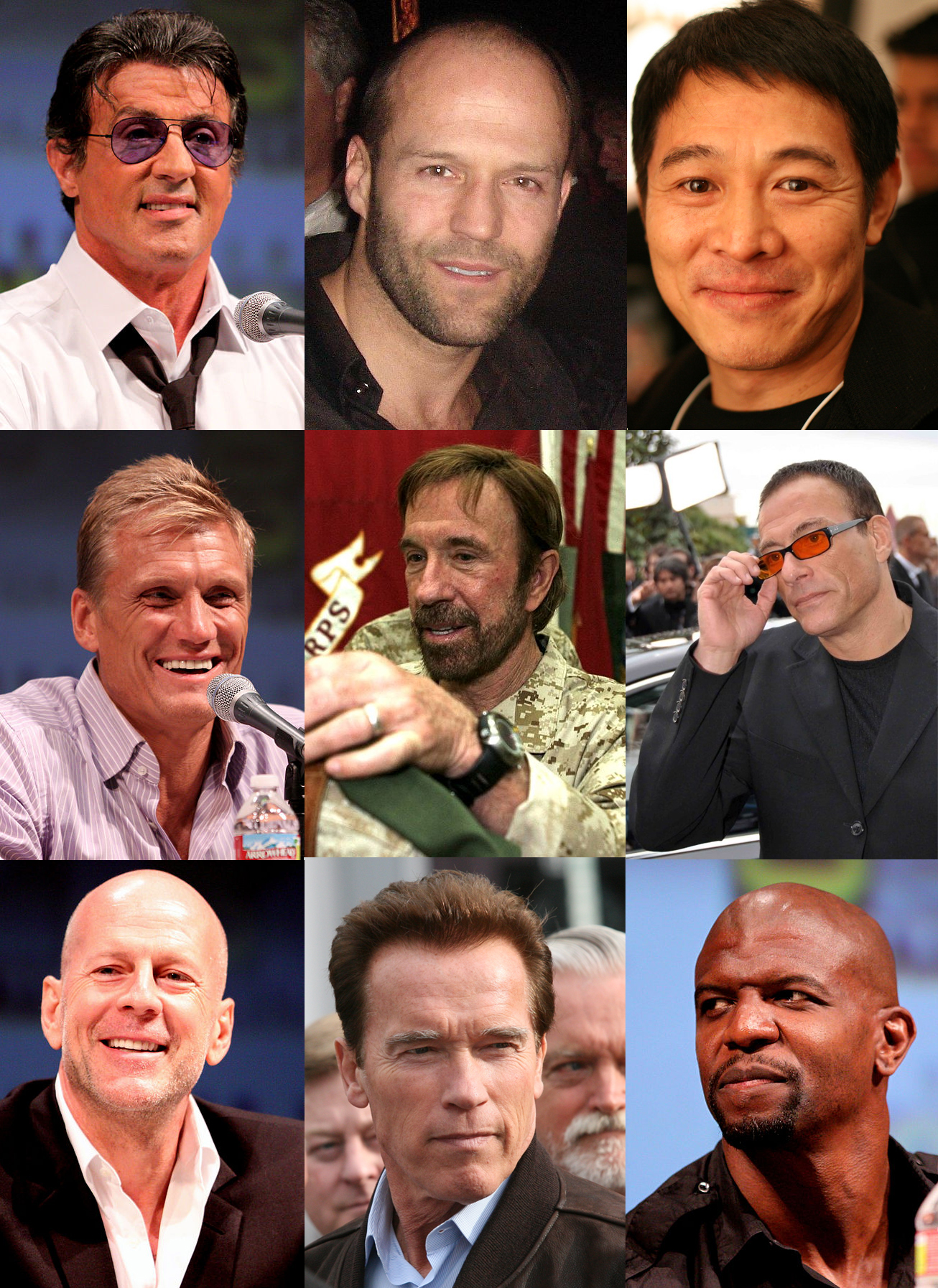
De gauche à droite et de haut en bas : Sylvester Stallone ; Jason Statham ; Jet Li; Dolph Lundgren ; Chuck Norris ; Jean-Claude Van Damme ; Bruce Willis ; Arnold Schwarzenegger et Terry Crews à l'avant-première du film en 2012

- Jason Statham (V. F. : Boris Rehlinger et V. Q. : Louis-Philippe Dandenault) : Lee Christmas
- Sylvester Stallone (V. F. : Alain Dorval et V. Q. : Pierre Chagnon) : Barney Ross
- Jet Li (V. F. : Pierre-François Pistorio et V. Q. : Jacques Lussier) : Yin Yang
- Dolph Lundgren (V. F. : Luc Bernard et V. Q. : Pierre Auger) : Gunnar Jensen
- Chuck Norris (V. F. : Bernard Tiphaine et V. Q. : Sébastien Dhavernas) : Booker
- Jean-Claude Van Damme (V. F. : Patrice Baudrier et V. Q. : Daniel Picard) : Jean Vilain
- Bruce Willis (V. F. : Patrick Poivey et V. Q. : Jean-Luc Montminy) : M. Chapelle « Church »
- Arnold Schwarzenegger (V. F. : Daniel Beretta et V. Q. : Éric Gaudry) : Trench Mauser
- Randy Couture (V. F. : Serge Biavan et V. Q. : Thiéry Dubé) : Toll Road
- Terry Crews (V. F. : Frantz Confiac et V. Q. : Widemir Normil) : Hale Caesar
- Liam Hemsworth (V. F. : Emmanuel Garijo et V. Q. : Gabriel Lessard) : Billy The Kid
- Scott Adkins (V. F. : Fabien Jacquelin et V. Q. : Patrick Chouinard) : Hector
- Yu Nan (V. F. : Hélène Bizot et V. Q. : Michèle Lituac) : Maggie
- Amanda Ooms (V. F. : Maria Zachenska) : Pilar
- Charisma Carpenter (V. F. : Malvina Germain et V. Q. : Viviane Pacal) : Lacy

Source et Légende doublage : V. F. = Version Française et V. Q. = Version Québécoise

## Production

### Genèse et développement
L'annonce de cette suite a lieu très vite après la sortie du premier film, octobre 2010. En mars 2011, on apprend que Sylvester Stallone n'en sera ni le réalisateur ni le scénariste. C'est Ken Kaufman et David Agosto qui écriront le scénario, mais finalement Sylvester Stallone se joindra à eux, ainsi que Richard Wenk, et en juin 2011, Simon West est confirmé comme réalisateur. Avant Jean-Claude Van Damme, Sylvester Stallone a envisagé que ce soit Bruce Willis le méchant principal.

### Attribution des rôles
En août 2011, la société de production Millennium Films avait publié sur son site officiel, puis supprimé, une liste d'acteurs : Sylvester Stallone, Jason Statham, Jet Li, Dolph Lundgren, Randy Couture, Terry Crews, Arnold Schwarzenegger ainsi que Bruce Willis étaient annoncés de retour, aux côtés de nouveaux comme Jean-Claude Van Damme, Chuck Norris et Scott Adkins. Le 9 octobre, le site officiel de Sylvester Stallone publie la même liste avec un nom de plus : Liam Hemsworth. L'actrice chinoise Yu Nan rejoint le casting à son tour, elle fut présente pendant le tournage en Bulgarie. L'actrice suédoise Amanda Ooms rejoint le casting, la rumeur annonçait que son rôle serait une tireuse d'élite, mais finalement elle fait une simple villageoise résistante. Le 11 janvier 2012, Charisma Carpenter révèle via Twitter qu'elle reprendra son rôle de Lacy dans la suite du premier film. Le tournage de ses prises de vues s'est déroulé à La Nouvelle-Orléans.
Nicolas Cage et John Travolta ont été longtemps espérés, mais finalement ils ne seront pas présents dans le film, à cause d'un désaccord financier pour le premier et le second n'était pas intéressé. Lors de la promotion du Chat Potté, Antonio Banderas a confirmé avoir été approché par Sylvester Stallone pour rejoindre le casting, l'acteur espagnol était intéressé, mais il a dû refuser à cause d'un conflit d'emploi du temps, mais il apparaît finalement dans Expendables 3. Le 30 novembre 2011, on apprend l'arrivée au casting de Novak Djokovic qui jouera son propre rôle le temps d'un caméo, à noter que c'est la première apparition dans un film pour le tennisman, mais finalement sa scène n'a pas été retenue au montage. En août 2011, un rôle a été proposé à Donnie Yen, l'acteur souhaitait un temps de réflexion et lire le scénario avant de donner une réponse. Durant le tournage en Bulgarie, via twitter, Scott Adkins avait annoncé que Donnie Yen ne serait pas là, et en juillet 2012, ce dernier a donné la raison : « il ne se voyait pas dans le rôle proposé, mais il a été flatté d'être approché par les producteurs ». À cause d'un conflit d'horaires avec le film Chinese Zodiac, Jackie Chan a été obligé de refuser un rôle, mais l'acteur envisage de faire partie de la franchise The Expendables un jour.

### Tournage
De fin septembre à mi-décembre 2011, la majeure partie du tournage s'est faite en Bulgarie, dans la station d'hiver de Bansko, à l'aéroport de Plovdiv, à proximité de la grotte Devetashka qui se trouve près de Lovech, et surtout à Sofia dans l'un des plus grands studios de cinéma européen, Nu Boyana,. Toujours en décembre mais aussi début janvier 2012, des scènes ont été tournées à La Nouvelle-Orléans, et la dernière phase du tournage s'est faite mi-janvier dans une ancienne usine de dessalement à Tuen Mun, l'un des Nouveaux Territoires de Hong Kong.

#### Décès d'un cascadeur
Un cascadeur, nommé Kun Liu, qui doublait Jet Li, est tué des suites d'une explosion dans un bateau gonflable lors du tournage en Bulgarie. Sa famille intentera un procès envers Chad Stahelski, le responsable des cascades, et Millenium Films, la maison de production. Ils n'obtiendront que 25 000 dollars comme dédommagements. Jet Li leur fera alors un don de  740 000 dollars américains.

#### Polémique liée au tournage
La production est accusée d'avoir, pour les besoins du tournage, littéralement massacré des milliers de chauves-souris. En effet, avant qu'une partie du film ne soit tournée dans la grotte de Devetachkata de Bulgarie, en février 2012, les équipes du Centre de recherches sur la protection des chauves-souris à Sofia avaient recensé 30 000 chauves-souris sur le territoire. Mais, après le passage de l’équipe du film, il n'en restait que 8 500 selon les chiffres officiels.

### Musique
Bandes originales de Expendables
Expendables : Unité spéciale
(2010) Expendables 3
(2014)
Brian Tyler a composé la musique de Expendables 2, tout comme celle du 1er film. La partition de 14 titres est une combinaison de percussions et d'éléments électroniques avec un orchestre. Plusieurs chansons figurent également dans le film : The Wanderer de Dion DiMucci, Mustang Sally de Mack Rice, Crystal Blue Persuasion de Tommy James et The Shondells, Groovin' et Beautiful Morning de Felix Cavaliere, Rip It Up de Little Richard, I Just Want to Celebrate de Rare Earth et You Don't Want to Fight with Me de Frank Stallone. La musique de fin est un remix d'une des chansons de Rocky.
Toutes les chansons sont écrites et composées par Brian Tyler.
| 1.  | The Expendables Return      | 4:40 |
| 2.  | Fists Knives and Chains     | 3:05 |
| 3.  | Track 'Em Find 'Em Kill 'Em | 4:54 |
| 4.  | Making an Entrance          | 4:08 |
| 5.  | Respect                     | 3:58 |
| 6.  | Rest in Pieces              | 2:55 |
| 7.  | Preparations                | 3:15 |
| 8.  | Party Crashers              | 5:19 |
| 9.  | Rescue                      | 4:43 |
| 10. | Countdown                   | 4:25 |
| 11. | Bad Way to Live             | 3:41 |
| 12. | Vilain                      | 2:42 |
| 13. | Dueling Blades              | 4:32 |
| 14. | Escape                      | 4:28 |

## Sortie

### Promotion

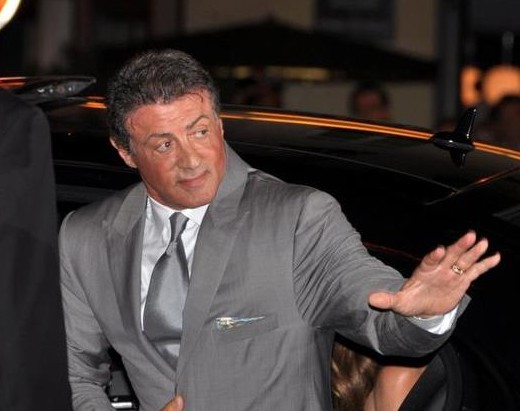
Sylvester Stallone à l'avant-première parisienne du film en août 2012.

La première affiche teaser a été présentée au marché du film durant le Festival de Cannes 2011. Le premier trailer du film est disponible sur internet depuis le 15 décembre 2011. Le site officiel du film a également révélé le synopsis du long-métrage. Le 17 mars 2012, Sylvester Stallone révèle sur le site Stallonezone.com que le film sera finalement classé « Rated R » au lieu de « PG-13 ». Le 24 avril 2012, lors du CinemaCon de Las Vegas, la bande annonce est diffusée pendant la soirée avant première du film Ce qui vous attend si vous attendez un enfant. Le 26 avril 2012, douze posters montrant les personnages sont dévoilés au compte-gouttes par divers sites américains. Le 7 mai, un treizième poster fait son apparition. Le 3 mai 2012, la bande annonce est visible sur le net, la veille, un aperçu présenté par Terry Crews était dévoilé.
Le 15 juin 2012, c'est l'affiche finale qui est révélée. Le 9 août 2012 à Paris, le film fut présenté en avant première au cinéma "le grand Rex" en présence de Sylvester Stallone, Jason Statham, Dolph Lundgren, Jean-Claude Van Damme et Arnold Schwarzenegger.

### Accueil critique
Expendables 2 : Unité spéciale a obtenu dans l'ensemble des critiques mitigées ou négatives dans les pays anglophones lors de sa sortie en salles. Le site Rotten Tomatoes lui attribue un pourcentage de 67 %, basé sur 134 commentaires et une note moyenne de 5,9⁄10 sur la catégorie All Critics et un pourcentage de 57 %, basé sur 23 commentaires et une note moyenne de 5,34⁄10. Le site Metacritic lui attribue une moyenne de 51⁄100, basé sur 28 commentaires.
Aux États-Unis, le film reste durant ses deux premières semaines en tête du box-office, avec un cumul de 57,3 millions de dollars de recettes engrangées. Finalement, le long métrage a récolté 85 millions de dollars en 14 semaines, pour un budget de 100 millions, un résultat inférieur à celui du précédent film, qui avait récolté 103 millions de dollars. En revanche, du côté de l'international c'est un succès avec une recette de 215,4 millions de dollars, le précédent film s'était arrêté à 171,4 millions. La Chine a réalisé la meilleure recette avec 53 millions de dollars. Avec plus de 305 millions de dollars dans le monde, c'est le plus gros succès du film de la saga et aussi pour Stallone en tant que héros principal en ayant dépassé Rocky 4 et Rambo 2 : La Mission.
En France, le film reçoit des critiques plutôt mitigées une partie de la presse ou critiques spécialisées. Le site Allociné, ayant recensé quinze titres de presse, obtient une note moyenne de 3⁄5. Le film se classe à la première place durant ses trois premières semaines avec un cumul de 1,6 million d'entrées, et reste dans le Top 10 durant cinq semaines consécutives, pour finir avec 1,9 million d'entrées, battant ainsi le 1,6 million d'entrées du précédent film. Sur le territoire français, Expendables 2 est le plus grand succès pour Scott Adkins et Jean-Claude Van Damme (en tant qu'acteur), mais aussi le second plus grand succès pour Jet Li (derrière L'Arme fatale 4), Dolph Lundgren (derrière Rocky 4), Jason Statham, (derrière Fast and Furious 7) et Chuck Norris (derrière La Fureur du dragon).

### Box-office
| Pays ou région | Box-office        | Date d'arrêt du box-office | Nombre de semaines |
| -------------- | ----------------- | -------------------------- | ------------------ |
| États-Unis     | 85 028 192 $,     | 22 novembre 2012           | 14                 |
| France         | 1 962 967 entrées | 23 octobre 2012            | 9                  |
| Total mondial  | 314 975 955 $     | 10 février 2013            | -                  |

## Distinctions
Source principale

### Récompenses
- Prix du BMI Film Music Award de la meilleure musique de film (Brian Tyler).
- Prix du Golden Trailer Award du meilleur poster d'action (la Cène version Expendables).
- Prix du Golden Trailer Award du meilleur graphisme dans un spot TV (le tank).

### Nominations
- Nommé au Golden Trailer Award de la meilleure affiche du festival du film (le poster comic-con).
- Nommé au Golden Trailer Award de la meilleure affiche de blockbuster de l'été 2012 (le poster teaser).
- Nommé au Rembrandt Award du meilleur film international.

## Analyse